# Lithuanian International 1999
Die Lithuanian International 1999 im Badminton fanden Mitte September 1999 statt.

## Sieger und Platzierte
| Disziplin    | Gold                                     | Silber                                | Bronze                               |
| ------------ | ---------------------------------------- | ------------------------------------- | ------------------------------------ |
| Herreneinzel | Jacek Niedźwiedzki                       | Aivaras Kvedarauskas                  | Heiki Sorge                          |
| Herreneinzel | Jacek Niedźwiedzki                       | Aivaras Kvedarauskas                  | Nir Yusim                            |
| Dameneinzel  | Katarzyna Krasowska                      | Joanna Szleszyńska                    | Neringa Karosaitė                    |
| Dameneinzel  | Katarzyna Krasowska                      | Joanna Szleszyńska                    | Piret Hamer                          |
| Herrendoppel | Aivaras Kvedarauskas Dainius Mikalauskas | Indrek Küüts Heiki Sorge              | Domantas Karpas Donatas Vievesis     |
| Herrendoppel | Aivaras Kvedarauskas Dainius Mikalauskas | Indrek Küüts Heiki Sorge              | Edijs Līviņš Mārtiņš Kažemaks        |
| Damendoppel  | Katarzyna Krasowska Joanna Szleszyńska   | Piret Hamer Kati Tolmoff              | Kati Kraaving Kairi Saks             |
| Damendoppel  | Katarzyna Krasowska Joanna Szleszyńska   | Piret Hamer Kati Tolmoff              | Erika Milikauskaitė Ugnė Urbonaitė   |
| Mixed        | Indrek Küüts Kati Tolmoff                | Dainius Mikalauskas Jūratė Prevelienė | Donatas Narvilas Neringa Karosaitė   |
| Mixed        | Indrek Küüts Kati Tolmoff                | Dainius Mikalauskas Jūratė Prevelienė | Donatas Vievesis Erika Milikauskaitė |